# Fozia Hashim
Fozia Hashim là cựu lãnh đạo của Tòa án tối cao Eritrea. Bà là một phụ nữ Hồi giáo và năm 1993 được bổ nhiệm vào chức vụ Bộ trưởng Bộ Tư pháp nước này.
Là Bộ trưởng Bộ Tư pháp, bà đã chịu trách nhiệm tổ chức lại hệ thống Tòa án và soạn thảo một bộ luật pháp mới. Tất cả các Tuyên bố và quy định pháp lý đều được văn phòng của bà hiệu đính. Dưới tòa án cộng đồng lãnh đạo của cô đã bầu các thẩm phán của họ.